# Dirphia caina
Dirphia caina är en fjärilsart som beskrevs av Zikan 1922. Dirphia caina ingår i släktet Dirphia och familjen påfågelsspinnare. Inga underarter finns listade i Catalogue of Life.